# Makomanai Open Stadium
Makomanai Open Stadium är en fotbollsarena i Sapporo, Japan. Här hölls även invignings- och avslutningsceremonierna vid olympiska vinterspelen 1972 samt skridskoloppen.  Arenan tar 30 000 åskådare.

### Fotnoter
1. ↑  1972 Winter Olympics official report. Arkiverad 26 februari 2008 hämtat från the Wayback Machine. pp. 253-5.